# Ель Класіко
Ель Кла́сіко (ісп. El Clásico, кат. El Clàssic), або Де́рбі Іспа́нії (ісп. El derbi Español, кат. El derbi espanyol) або Суперкла́сіко (ісп. El Superclasico, кат. El Superclàssic) — футбольний матч між мадридським «Реалом» і каталонською «Барселоною». Конкуренція також відбувається і між Мадридом і Барселоною — двома найбільшими містами в Іспанії. Ель Класіко вважається одним з найяскравіших і принципових протистоянь світу. Кожного разу цей матч стає великою подією для всього футбольного світу, який дивляться мільйони людей.

## Зародження конкуренції

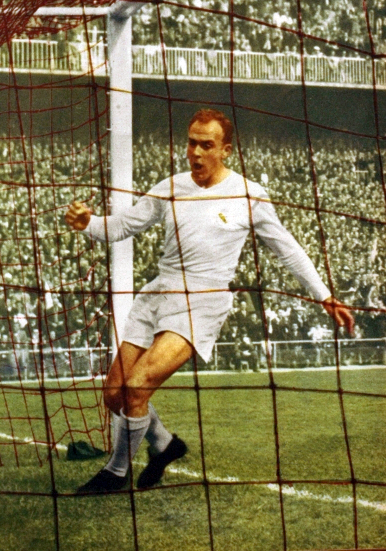
Альфредо Ді Стефано гравець, що посилив конкуренцію між клубами в 1950-ті роки.

З самого початку зародження футболу в Іспанії два клуби були представниками столиці Іспанії («Реал Мадрид») і столиці провінції Каталонія («Барселона»). Такий феномен протистояння зі спортивної точки зору йде глибоко в соціологію країни і політики.
Мадрид — місце уряду та королівського сімейства. Особливо протягом ери Francoist, це починало становити консервативні доцентрові сили. 1902 року братами Падросом і Хуліаном Паласіосами був утворений футбольний клуб «Мадрид» (Madrid Football Club). 29 червня 1920 року король Іспанії надав клубу титул Королівський, що по-іспанськи звучить як «Real» — звідси нинішня назва клубу («Real Madrid»).
У столиці Каталонії професійний футбольний клуб з'явився на 3 роки раніше. Засновник клубу — Жоан Гампер — назвав команду в честь міста — «Барселона» («FC Barcelona»).
У результаті диктатур Прімо де Рівери і Франсиско Франко місцеві мови та культури Іспанії були пригнічені. Тим часом, «Барселона» ставала «більше, ніж клуб» (ісп. mes que un club) — це нинішній девіз клубу.
У 1950-ті роки конкуренція між клубами посилилася, особливо в результаті боротьби за Альфредо Ді Стефано. Ді Стефано справив враження як на «Барселону» так і «Реал», поки він грав у клубі «Мільонаріос» у Боготі під час страйку гравців в його рідній Аргентині. «Реал» і «Барселона» намагалися підписати з ним контракт, але плутанина виникла через самого Ді Стефано, який в цей час перейшов до «Мільонаріос» з «Рівер Плейта» в обхід правил ФІФА. Згодом як «Барселона», так і «Реал» Мадрид вірили, що вони все-таки підпишуть його. У підсумку Ді Стефано перейшов до «Реалу».
Альфредо прекрасно вписався до складу Реала і став одним з його символів. З ним «Мадрид» зумів завоювали п'ять Кубків європейських чемпіонів.
У 1960-х роках конкуренція між клубами досягла вже європейського рівня, коли вони зустрілися двічі в розіграші Кубка Чемпіонів. «Реал» Мадрид виграв у «Барселони» 1960 року (потім «Реал» виграв цей турнір), а 1961 року успіх вже святкувала «Барселона» (правда в фіналі каталонський клуб поступився «Бенфіці» з рахунком 2–3).
Провідні гравці «Барселони» переходили в стан одвічних суперників небагато раз: 1988 року — Бернд Шустер, 1994 — Мікаель Лаудруп, а 2000 — Луїш Фігу, чий трансфер став на той момент найдорожчим в історії футболу.

## Сучасність

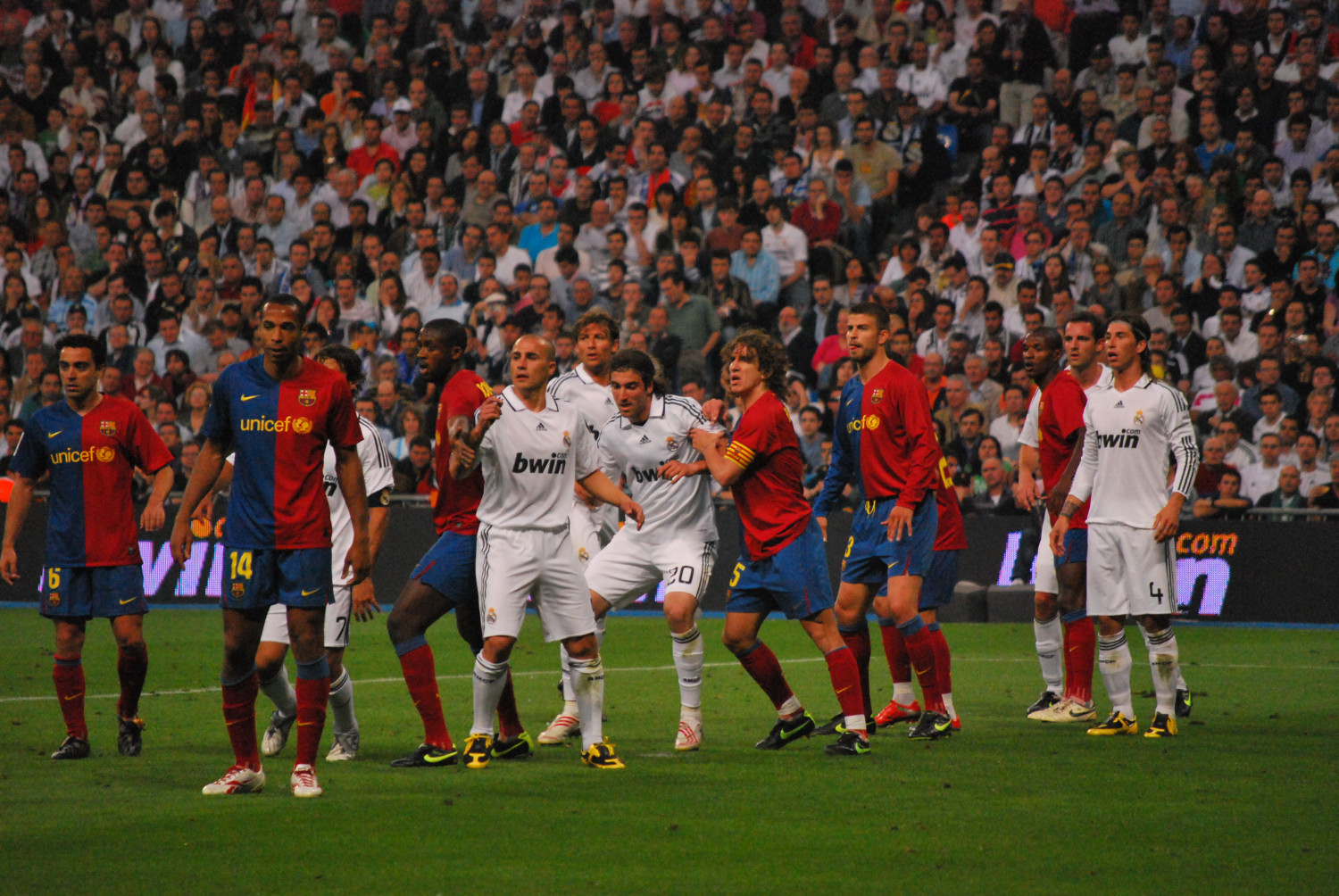
Матч 2 травня 2009.

Суперники знову зустрілись у півфіналі Ліги чемпіонів 2001—2002 — «Реал» переміг і згодом виграв турнір.
У чемпіонаті Іспанії сезону 2008-2009 (2 травня 2009 року) в матчі 34 туру «Реал» — «Барселона», який став вже 154 Ель Класіко, перемогу здобула «Барселона» з рахунком 2:6, встановивши рекорд результативності. До цього гостьовій команді жодного разу не вдавалося забити шість м'ячів у ворота «Реала» на «Сантьяго Бернабеу». Цей матч вирішив долю титулу чемпіона Іспанії — шанси «Реала» наздогнати «Барсу» стали лише теоретичними (крім того, що «Реалу» тепер потрібно було тільки перемагати, також була необхідна осічка «Барси»).
29 листопада 2010 року на «Камп Ноу» відбулося чергове Ель Класіко. «Реал», який ішов після 12 турів на першому місці (10 перемог, 2 нічиї, 0 поразок, м'ячі 33–6), який очолював Жозе Моурінью, був розгромлений 5:0. Матч проходив нервово, ряснів сутичками футболістів, яким було показано 12 жовтих і 1 червона картка.
20 квітня 2011 року на «Местальї» у Валенсії пройшов фінал Кубка Короля між «Реалом» і «Барселоною». Лише в додатковий час суперникам вдалося відкрити рахунок, зробив це футболіст мадридців Кріштіану Роналду, який замкнув подачу Анхеля Ді Марія. У підсумку Кубок дістався «Реалу», який здобув перемогу над «Барселоною» після трирічного періоду поразок. 
27 квітня та 3 травня 2011 року команди зустрілись у рамках півфіналу Ліги чемпіонів 2010—2011. У Мадриді «Барселона» перемогла 2:0 (обидва м'ячі забив Ліонель Мессі), а в матчі-відповіді була зафіксована нічия 1:1 (голи: Педро («Барселона»), Марсело («Реал»)). За сумою двох матчів у фінал турніру вийшла «Барселона», де зустрілася на лондонському «Вемблі» з англійським клубом «Манчестер Юнайтед», обігравши його з рахунком 3:1 (голи: Педро, Мессі, Вілья («Барселона»)). Таким чином, команди встановили своєрідний рекорд — 4 гри за 18 днів.
26 жовтня 2013 року чергове Ель Класіко відбулося на «Камп Ноу» в рамках 10 туру Ла Ліги, яке для наставників «Барселони» Херардо Мартіно та «Реала» Карло Анчелотті було першим. Перемогу з рахунком 2:1 здобули підопічні Херардо Мартіно, що дозволило каталонцям відірватися від «Реалу» на 6 очок в чемпіонаті..
23 березня 2014 року забивши три голи в ворота «Реала» в 29 турі чемпіонату Іспанії, в якому «Барселона» на виїзді перемогла з рахунком 4:3, Ліонель Мессі перевершив декілька досягнень, зокрема став найкращим бомбардиром в історії «Ель Класіко» (24 голи), випередивши гравця «Реала» Альфредо Ді Стефано, на рахунку якого 18 забитих м'ячів, та  першим гравцем якому вдалося зробити два хет-трики в історії «Ель Класіко».

## Статистика
Дані актуальні станом на 11 травня 2025 року

### Статистика матчів
|                       | Матчі | Перемоги | Перемоги | Нічиї | Голи | Голи | Перемоги вдома | Перемоги вдома | Нічиї вдома | Нічиї вдома | Перемоги в гостях | Перемоги в гостях | Нейтральні арени | Нейтральні арени |
| Р                     | Матчі | Б        | Р        | Нічиї | Б    | Р    | Б              | Р              | Б           | Р           | Б                 | Р                 | Б                |                  |
| --------------------- | ----- | -------- | -------- | ----- | ---- | ---- | -------------- | -------------- | ----------- | ----------- | ----------------- | ----------------- | ---------------- | ---------------- |
| Ла-Ліга               | 190   | 79       | 76       | 35    | 307  | 309  | 56             | 52             | 15          | 20          | 23                | 24                | 0                | 0                |
| Copa de la Coronación | 1     | 0        | 1        | 0     | 1    | 3    | 0              | 0              | 0           | 0           | 0                 | 0                 | 0                | 1                |
| Кубок Іспанії         | 38    | 13       | 17       | 8     | 71   | 71   | 5              | 7              | 5           | 3           | 4                 | 6                 | 4                | 4                |
| Кубок іспанської ліги | 6     | 0        | 2        | 4     | 8    | 13   | 0              | 1              | 2           | 2           | 0                 | 1                 | 0                | 0                |
| Суперкубок Іспанії    | 18    | 10       | 6        | 2     | 40   | 29   | 6              | 4              | 1           | 1           | 2                 | 0                 | 2                | 2                |
| Ліга чемпіонів УЄФА   | 8     | 3        | 2        | 3     | 13   | 10   | 1              | 1              | 2           | 1           | 2                 | 1                 | 0                | 0                |
| Турніри разом         | 261   | 105      | 104      | 52    | 440  | 435  | 68             | 65             | 25          | 27          | 31                | 32                | 6                | 7                |
| Тов.                  | 43    | 6        | 25       | 12    | 56   | 106  | 4              | 12             | 5           | 7           | 0                 | 6                 | 2                | 7                |
| Разом з товариськими  | 304   | 111      | 129      | 64    | 496  | 541  | 72             | 77             | 30          | 34          | 31                | 38                | 8                | 14               |

### Трофеї клубів
Станом на 16 травня 2025 року
| Реал                   | Турнір                                             | Барселона |
| ---------------------- | -------------------------------------------------- | --------- |
| Національні            |                                                    |           |
| 36                     | Ла-Ліга                                            | 28        |
| 20                     | Кубок Іспанії                                      | 32        |
| 13                     | Суперкубок Іспанії                                 | 15        |
| 1                      | Кубок Еви Дуарте (неіснує)                         | 3         |
| 1                      | Кубок іспанської ліги (неіснує)                    | 2         |
| 71                     | Разом                                              | 80        |
| Європейські та світові |                                                    |           |
| 15                     | Ліга чемпіонів УЄФА                                | 5         |
| —                      | Кубок володарів кубків УЄФА (неіснує)              | 4         |
| 2                      | Ліга Європи УЄФА                                   | —         |
| 6                      | Суперкубок УЄФА                                    | 5         |
| —                      | Кубок ярмарків (неіснує)                           | 3         |
| 3                      | УЄФА / КОНМЕБОЛ Міжконтинентальний кубок (неіснує) | —         |
| 5                      | Клубний чемпіонат світу                            | 3         |
| 1                      | Міжконтинентальний кубок ФІФА                      | —         |
| 32                     | Разом                                              | 20        |
| 103                    | Разом всі                                          | 100       |

### Найкращі бомбардири в історії Ель Класіко
Станом на 3 березня 2019 року
| Футболіст              | Команда               | Ліга  | Ліга | Кубок | Кубок | Кубок Ліги | Кубок Ліги | Суперкубок Іспанії | Суперкубок Іспанії | Єврокубки | Єврокубки | Разом | Разом |
| Футболіст              | Команда               | Матчі | Голи | Матчі | Голи  | Матчі      | Голи       | Матчі              | Голи               | Матчі     | Голи      | Матчі | Голи  |
| ---------------------- | --------------------- | ----- | ---- | ----- | ----- | ---------- | ---------- | ------------------ | ------------------ | --------- | --------- | ----- | ----- |
| Ліонель Мессі          | Барселона             | 25    | 18   | 8     | 0     |            | -          | 6                  | 6                  | 2         | 2         | 41    | 26    |
| Альфредо Ді Стефано    | Реал Мадрид           | 20    | 14   | 6     | 2     |            | -          |                    | -                  | 4         | 2         | 30    | 18    |
| Кріштіану Роналду      | Реал Мадрид           | 18    | 9    | 5     | 5     |            | -          | 5                  | 4                  | 2         | 0         | 30    | 18    |
| Рауль Гонсалес         | Реал Мадрид           | 31    | 11   | 2     | 0     |            | -          | 2                  | 3                  | 2         | 1         | 37    | 15    |
| Ференц Пушкаш          | Реал Мадрид           | 11    | 9    | 3     | 2     |            | -          |                    | -                  | 4         | 3         | 18    | 14    |
| Сезар Родрігес         | Барселона             | 24    | 12   | 4     | 2     |            | -          |                    | -                  |           | -         | 28    | 14    |
| Франсіско Хенто        | Реал Мадрид           | 31    | 10   | 7     | 2     |            | -          |                    | -                  | 4         | 2         | 42    | 14    |
| Сантільяна             | Реал Мадрид           | 28    | 9    | 2     | 2     | 5          | 1          |                    | -                  |           | -         | 35    | 12    |
| Луїс Альберто Суарес   | Барселона             |       | 9    |       | 2     |            | -          |                    | -                  |           | -         | 14    | 11    |
| Хосеп Самітьєр         | Барселона/Реал Мадрид | 6     | 4    | 2     | 6     |            | -          |                    | -                  |           | -         | 8     | 10    |
| Уго Санчес             | Реал Мадрид           | 13    | 8    | 1     | 0     |            | -          | 4                  | 2                  |           | -         | 18    | 10    |
| Хуаніто                | Реал Мадрид           | 17    | 8    | 1     | 0     | 5          | 2          |                    | -                  |           | -         | 23    | 10    |
| Естаніслао Басора      | Барселона             | 15    | 8    | 4     | 1     |            | -          |                    | -                  |           | -         | 19    | 9     |
| Карім Бензема          | Реал Мадрид           | 20    | 6    | 6     | 1     |            | -          | 6                  | 2                  |           | -         | 32    | 9     |
| Сантьяго Бернабеу      | Реал Мадрид           |       | -    | 4     | 8     |            | -          |                    | -                  |           | -         | 4     | 8     |
| Хайме Ласкано          | Реал Мадрид           | 8     | 8    |       | -     |            | -          |                    | -                  |           | -         | 8     | 8     |
| Іван Саморано          | Реал Мадрид           | 8     | 4    | 2     | 2     |            | -          | 2                  | 2                  |           | -         | 12    | 8     |
| Еулохіо Мартінес       | Барселона             | 9     | 2    | 5     | 5     |            | -          |                    | -                  | 2         | 1         | 16    | 8     |
| Луїс Суарес Мірамонтес | Барселона             | 11    | 2    | 4     | 4     |            | -          |                    | -                  | 4         | 2         | 19    | 8     |